# Setaphora notabilis
Setaphora notabilis är en kräftdjursart som beskrevs av Johann Moritz David Herold 1931. Setaphora notabilis ingår i släktet Setaphora och familjen Philosciidae. Inga underarter finns listade i Catalogue of Life.